# Манадыши Вторые
Манадыши Вторые (эрз. Мадышка) — село в Ардатовском районе Мордовии. Входит в состав Каласевского сельского поселения.

## География
Расположено в 35 км от районного центра и 15 км от железнодорожной станции Бобоедово.

## Название
Название-антропоним: от дохристианского мордовского имени Мадеш (Мадесь).

## История
В 1930-е гг. был создан колхоз «Рассвет», с 1997 г. — СХПК.

## Население
| 2002 | 2010 |
| ---- | ---- |
| 288  | ↘251 |

Население — 242 чел. (2001), в основном мордва-эрзя.

## Инфраструктура
В селе имеются основная школа, библиотека, Дом культуры, магазин, медпункт;

## Памятники
Обелиск воинам-землякам, погибшим в годы Великой Отечественной войны.

## Источник
- Энциклопедия Мордовия, А. П. Кочеваткина.